# Oberstorcha
Oberstorcha est une ancienne commune autrichienne du district de Südoststeiermark en Styrie.